# Naoki Urata
Naoki Urata (浦田 尚希 Urata Naoki?, nacido el 27 de junio de 1974 en Saitama) es un exfutbolista japonés. Jugaba de delantero y su último club fue el Ventforet Kofu de Japón.

## Trayectoria

### Clubes
| Club              | País  | Año         |
| ----------------- | ----- | ----------- |
| Kawasaki Frontale | Japón | 1997 - 2001 |
| Ventforet Kofu    | Japón | 2002        |

## Palmarés

### Títulos nacionales
| Título    | Club              | País  | Año  |
| --------- | ----------------- | ----- | ---- |
| J2 League | Kawasaki Frontale | Japón | 1999 |